# Derrick O'Connor
Derrick O'Connor (Dublín, Irlanda; 3 de enero de 1941-Santa Bárbara, California, Estados Unidos; 29 de junio de 2018) fue un actor irlandés de teatro, cine y televisión. Miembro de la selecta Royal Shakespeare Company y del teatro nacional escocés.

## Trayectoria
Debutó en 1973 en la película británica El programa final. Es reconocido por el personaje de Pieter Vorstedt en Lethal Weapon 2 y por sus papeles en tres películas de Terry Gilliam, así como una aparición en el episodio "You'll be Alright". de la serie The Professionals.
El director Gilliam, quien dirigió a O'Connor en tres películas, notó en sus comentarios de audio que tenía la costumbre de renunciar a la mayor parte de su diálogo para favorecer el humor físico del personaje, por ejemplo con Time Bandits, en el que el diálogo de su personaje se recurrió a gruñidos simples.
Falleció el 29 de junio de 2018 a los 77 años a consecuencia de una neumonía.